# Natatolana
Natatolana är ett släkte av kräftdjur som beskrevs av Bruce 1981. Natatolana ingår i familjen Cirolanidae.

## Dottertaxa tillNatatolana, i alfabetisk ordning[1][2]
- Natatolana albicaudata
- Natatolana amplocula
- Natatolana angula
- Natatolana anophthalma
- Natatolana aotearoa
- Natatolana arcicauda
- Natatolana arrama
- Natatolana boko
- Natatolana borealis
- Natatolana bowmani
- Natatolana brucei
- Natatolana bulba
- Natatolana buzwilsoni
- Natatolana caeca
- Natatolana californiensis
- Natatolana carlenae
- Natatolana chilensis
- Natatolana corpulenta
- Natatolana curta
- Natatolana debrae
- Natatolana endota
- Natatolana femina
- Natatolana flexura
- Natatolana galathea
- Natatolana gallica
- Natatolana gorung
- Natatolana gracilis
- Natatolana helenae
- Natatolana hirtipes
- Natatolana honu
- Natatolana imicola
- Natatolana insignis
- Natatolana intermedia
- Natatolana japonensis
- Natatolana kahiba
- Natatolana karkarook
- Natatolana laewilla
- Natatolana lilliput
- Natatolana longispina
- Natatolana lowryi
- Natatolana luticola
- Natatolana matong
- Natatolana meridionalis
- Natatolana nammuldi
- Natatolana narica
- Natatolana natalensis
- Natatolana natalis
- Natatolana neglecta
- Natatolana nitida
- Natatolana nukumbutho
- Natatolana obtusata
- Natatolana oculata
- Natatolana pallidocula
- Natatolana paranarica
- Natatolana pastorei
- Natatolana pellucida
- Natatolana pilula
- Natatolana prolixa
- Natatolana rekohu
- Natatolana rossi
- Natatolana rusteni
- Natatolana sinuosa
- Natatolana taiti
- Natatolana tenuistylis
- Natatolana thalme
- Natatolana thurar
- Natatolana valida
- Natatolana variguberna
- Natatolana vieta
- Natatolana virilis
- Natatolana woodjonesi
- Natatolana wowine
- Natatolana zebra